# Vicente de Castro "Parrita"

Vicente de Castro Giménez (Valencia, 17 de diciembre de 1958 -Tarrasa, 26 de octubre de 2020), conocido artísticamente como Parrita, fue un cantautor, compositor y guitarrista de flamenco español de etnia gitana, maestro de la rumba y balada flamenca.

## Trayectoria artística
Vicente de Castro Giménez nació en el seno de una familia gitana en el barrio valenciano de Nazaret, fue llamado desde niño con el seudónimo de Parrita debido a la admiración que tenía su padre por el actor valenciano Vicente Parra, miembro de una familia de varios hermanos con tradición flamenca, continuó los pasos de su hermano mayor, El Pety, cantaor y ganador del Festival de la Minas. En un principio Parrita trabajó como  vendedor/trabajador del pescado y camarero a la vez que se ganaba la vida desde muy joven versionando en principio  éxitos de terceros en distintos grupos musicales, entre ellos uno que se llamó "Hinojos", en el que cantaba versiones de rumbas y propios temas, hasta que debido a su potencial, su voz y su espectacular talento fue captado para iniciarse en solitario con su primer disco 'Dama, dama' en 1982, con una versión de la canción de Cecilia, en el que interpretaba el citado tema de la cantante, y otras canciones de su propio repertorio personal como "Niña mimada", que venía gestando desde los años 80.
Tras este primer disco, publicó en 1983, "Embrujao", en el que dedica una canción a la desaparecida cantautora española, llamada "A la Niña Cecilia", dejando patente en ese álbum el estilo personal de Parrita mezclando la rumba flamenca con canciones melódicas.
En 1985, el cantante valenciano publicó el disco "Nuevas ilusiones", con arreglos y dirección musical de Ricard Miralles (arreglista y director musical de Joan Manuel Serrat) y con la colaboración del guitarrista flamenco Juan Manuel Cañizares, en el que realizó una gira y actuó en TVE. Pero fue en 1987 cuando llegó su primer disco de Oro con "Vuela más alto que tú", con sonidos más electrónicos en canciones como " A sangre fría" o  "Déjame mañana" y por el que se consolidó en ventas.
En 1988 aparece el disco "Tal y como soy", con arreglos de Josep Mas "Kitflus" y la colaboraciones del bajista Carles Benavent y el percusionista Rubem Dantas.
En 1989 pública el álbum "En Familia", en el que muestra su lado más familiar incluyendo como colaboraciones con miembros de su familia, el grupo de rumba Makandé y la cantante Naima.
En 1990 publica el álbum "Canastero" con la colaboración del guitarrista Tomatito, en el que se afianza más en el tango-rumba.
En 1994 aparece el disco "Entre la espada y la pared", con la colaboración de Joan Albert Amargós, en el que destaca composiciones como "A pasito lento", la balada "Lucía" o una de las primeras canciones dedicadas a Camarón de la Isla, con quién compartía amistad: " A mi primo José..."

En 1995 Paco de Lucía colabora con Parrita en su nuevo disco, y el grupo Ketama se encarga de la producción de "Quita el sentío", en el que canta la "Niña de fuego" o "La Salvaora" del gran cantaor Manolo Caracol, y dedica un tema a Camarón: "Déjame llorar", además  del tema "Lola, eres nuestra" dedicado a Lola Flores.
En 1998 realiza el disco "Aroma de mujer", con el piano como protagonista en su grabación, destacando el tema "La más bella", y en el que dedica varios poemas al pueblo gitano como considerado poeta contemporáneo.
En el año 2000 se desliga de la compañía Horus, e inicia su camino en un plano más comercial entrando en sonidos con más bases poperas en sus rumbas con guitarras eléctricas en el disco "Fruto del amor".
En 2006 publica el disco "Con el alma" en el que destacan canciones como "Que se metan en sus cosas" o "Yo soy de ti", y en el que colabora el grupo flamenco Cherokee.
En 2009 reaparece con el disco "Trocitos de nuestras vidas" en el que versiona canciones de Mocedades, Serrat o  Miguel Ríos y con dos duetos con Tamara y Pitingo.
En 2014 siguiendo los consejos de su amigo Paco de Lucía cuando colabora en el último disco del guitarrista, "Canción andaluza" con el tema "Zambra gitana", lanza en 2015 el disco "Copla flamenca", en el que versiona temas de copla con la colaboración de una extensa gama de guitarras del panorama flamenco.
Desarrolló una larga y dilatada carrera como cantaor y compositor de flamenco y de rumbas gitanas, con una larga discografía, su estilo es referencia para las siguientes generaciones de artistas flamencos. 
En un momento de su trayectoria, llegó a cantar en el Olympia de París. Ha reenlazado a artistas jóvenes como Antonio Orozco cuando eran noveles, y ha sido compositor para artistas como Moncho o Rosalía, que versionó en MTV un extracto de su tema "Cositas del ayer". En 2014 presentó la gira conjunta con Chiquetete y Moncho, bajo el título Gitanos Tour 2014.
En los últimos años, Parrita estaba grabando un disco de duetos con grandes artistas que iba a titularse "La ciudad de los abrazos", pero quedó inconcluso. Parrita residía desde hacía años en el municipio de Rubí (Barcelona) y falleció en el Hospital de Terrassa como consecuencia de un derrame cerebral a los 61 años, recibió sepultura en el Cementerio de Terrassa.
Desde la muerte de Camarón de la Isla y el Jero, ambas en la década de los 90, Parrita se ha convertido en uno de los artistas con mayor influencia en la cultura popular del pueblo gitano, llegando a representar un icono que forma parte de la identidad de esta etnia.

## Discografía[20]
- Dama, Dama (olympo 1982)
- Embrujao (olympo 1983
- Parrita (Belter 1984)
- Nuevas Ilusiones (EMI, 1985)
- Vuela más alto que tu (Horus, 1987)
- Tal y como Soy (Horus, 1988)
- En familia (Horus, 1989)
- Canastero (Horus, 1990)
- Entre la espada y la pared (Horus, 1994)
- Quita el sentio (Horus, 1995)
- Aroma de mujer (Horus, 1998)
- Fruto del Amor (EMI, 2000)
- Con el Alma (Ediciones A.Deinara, 2006)
- Trocitos de nuestras vidas (Vale Music, 2009)
- Copla Flamenca (Zamara Music, 2015)

### Recopilatorios
- Baladas Gitanas (Horus,1991)
- Todo Parrita (2005)